# Tofaş

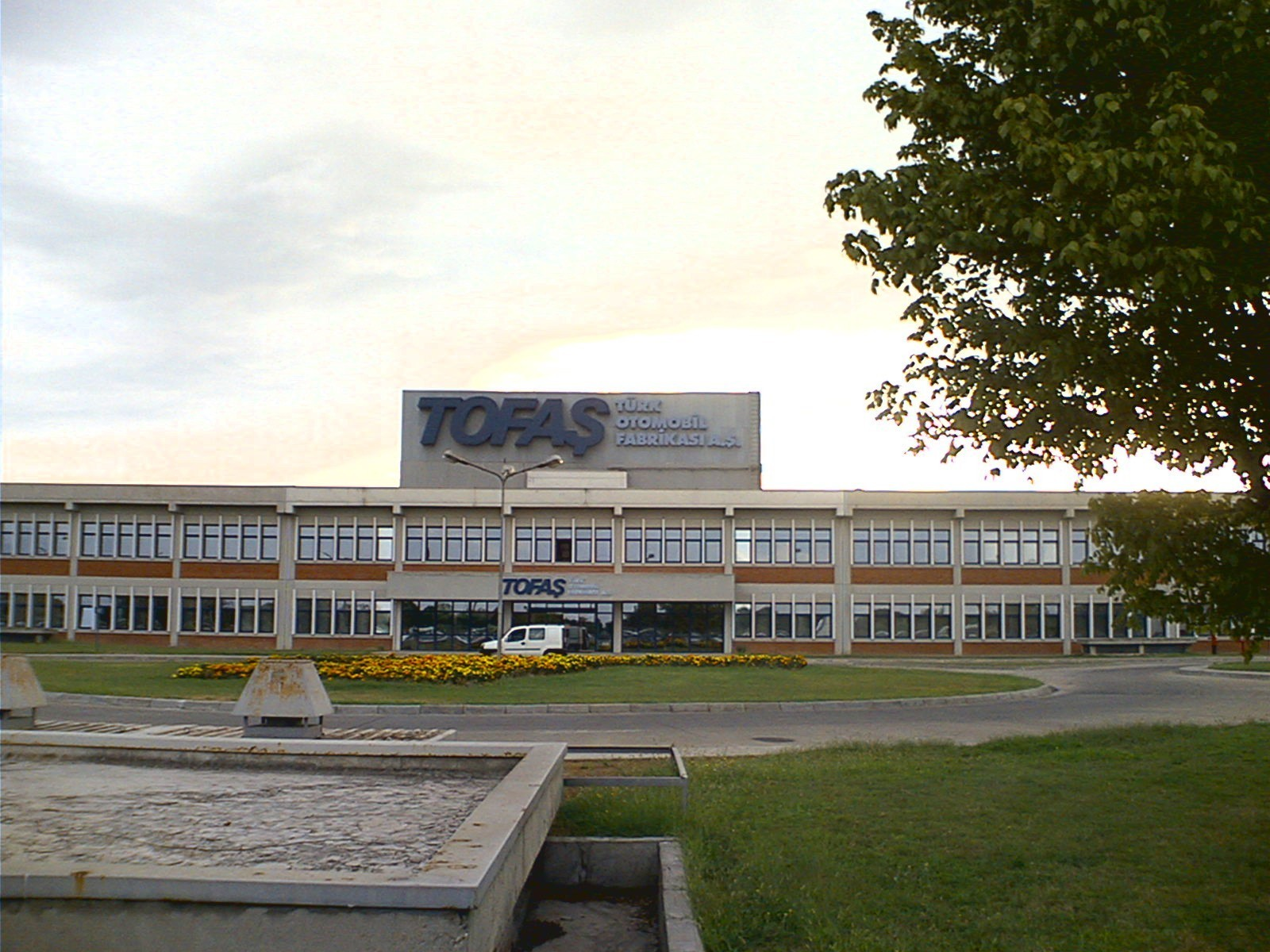
Tofaş-fabriek in Bursa

Tofaş (van "Türk Otomobil Fabrikası Anonim Şirket", "Turkse Automobielfabriek N.V.") is een Turkse autofabrikant.

## Geschiedenis
De onderneming werd in 1968 opgericht als joint venture tussen FIAT en het Turkse conglomeraat Koç Holding. De twee partners bezitten elk meer dan een derde van de aandelen.
Het leggen van de eerste steen voor de Tofaş-fabriek in Bursa vond plaats op 4 april 1969 en op 12 februari 1971 werd deze ingehuldigd. De fabriek was oorspronkelijk ontworpen voor een jaarlijkse productie van 20.000 voertuigen en er waren aanvankelijk 1000 werknemers in dienst.

## Fiat-licentieproductie
Tofaş maakte in het begin auto's van de Italiaanse autofabrikant Fiat in licentie. Het eerste model was een replica van de Fiat 124, de auto kreeg de naam Murat 124. Later werd Tofaş de merknaam en kregen de modellen vogelnamen. De 124 werd tot 1994 gebouwd als Tofaş Serçe (mus).
In 1976 verscheen de Murat 131, gebaseerd op de Fiat 131. Vanaf 1981 werd de 131 als Tofaş Şahin (havik, basismodel), Kartal (arend, stationwagen) en Doğan (valk, luxe variant) geproduceerd. De Kartal, de stationwagenversie, had een in Turkije ontwikkelde achterzijde  met een hoger dak dan dat van de 131 stationwagen die geproduceerd werd bij Seat in Spanje. In 1988 kregen ze een ingrijpende facelift, resulterend in een ontwerp dat sterk deed denken aan de Fiat Regata. De naam Murat werd nog steeds in sommig marketingmateriaal gebruikt, maar verscheen niet langer op de auto en verdween geleidelijk. De auto werd tot 2002 in Turkije verkocht.
Tofaş liet vanaf 1991 in Egypte de Şahin en zijn afgeleiden in grote aantallen in licentie bouwen. De assemblage werd uitgevoerd door de Nasr-fabriek die in staatseigendom was. Het assortiment onderging dezelfde wijzigingen als de Turkse modellen, hoewel de Kartal in 2003 uit productie werd genomen en de Doğan uiteindelijk werd vervangen door de Şahin 1600 SL - met de 1400 S daaronder in het assortiment. De productie werd geleidelijk verplaatst naar Egypte, waarbij het gebruik van lokale onderdelen in 2006 45% bereikte. Met de liquidatie van Nasr in 2009 eindigde de Egyptische productie.
Een herziene versie van de Şahin werd vanaf 2006 in Ethiopië geproduceerd bij Holland Car. Hun versie van de Şahin werd de Holland DOCC genoemd, afkomstig van de term Dutch Overseas Car Company, en werd geleverd met de 1581 cc OHC-motor. Na het einde van El Nasr stopte de Ethiopische productie in 2010.

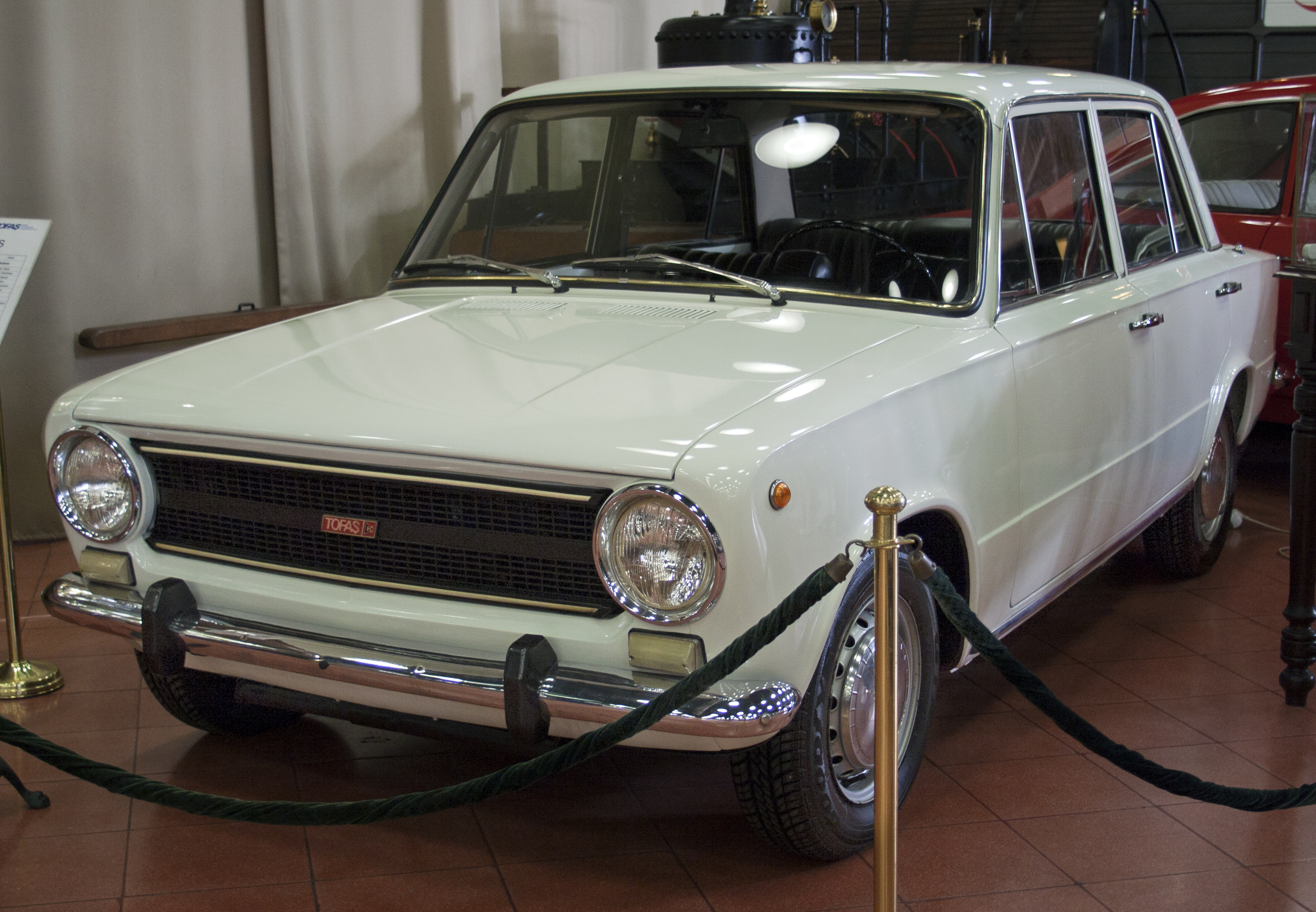
Tofaş Murat 124
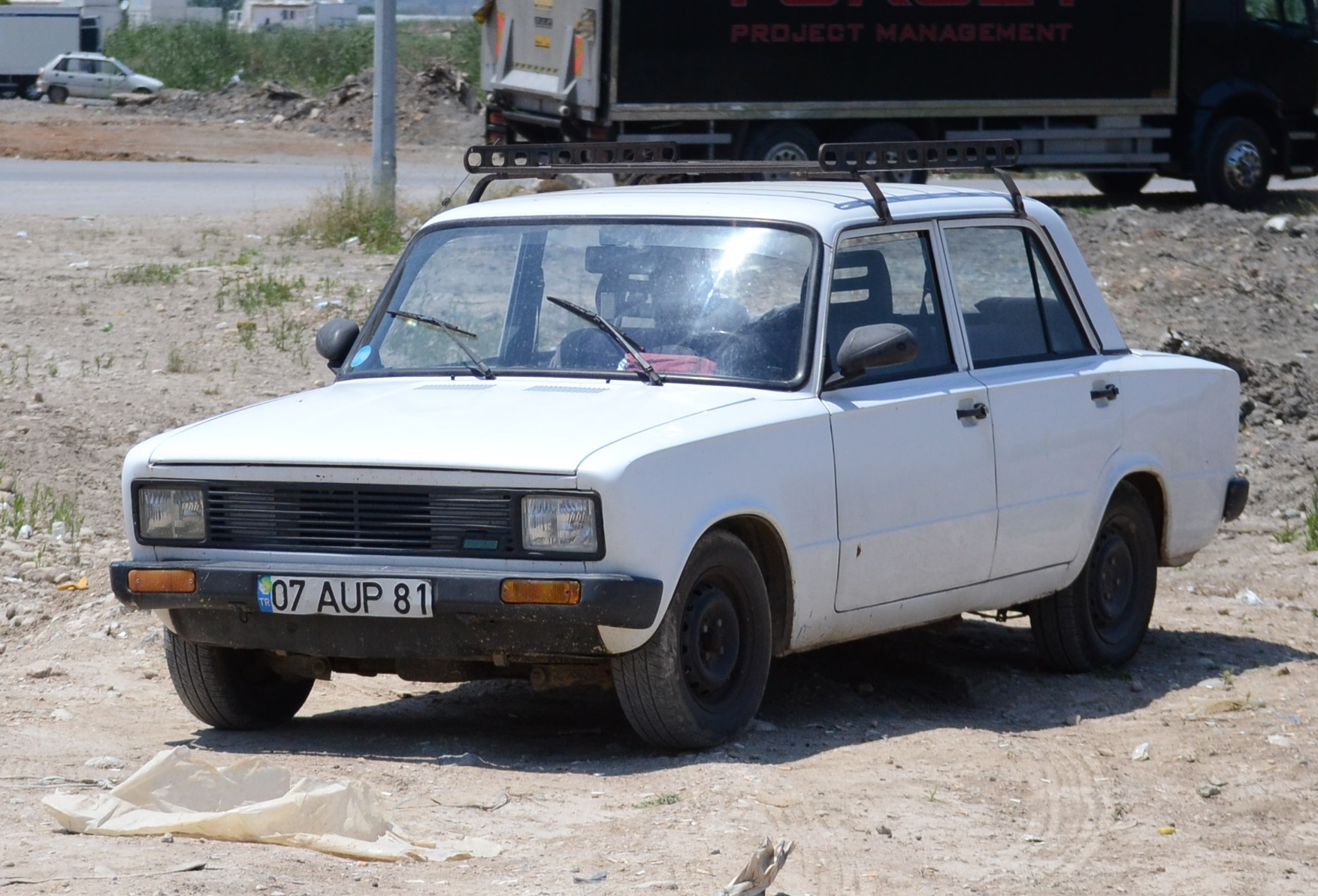
Tofaş Serçe
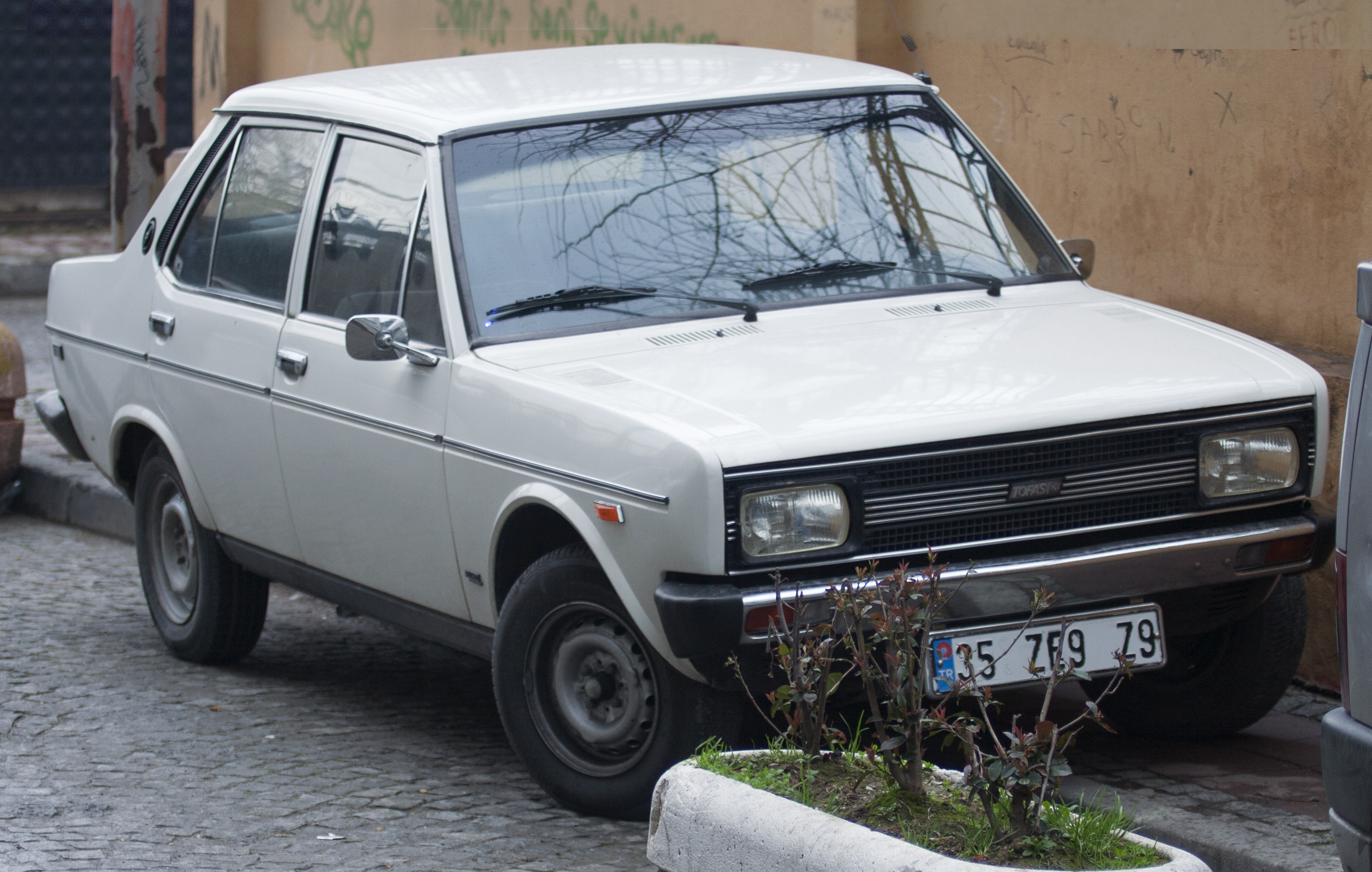
Tofaş Murat 131
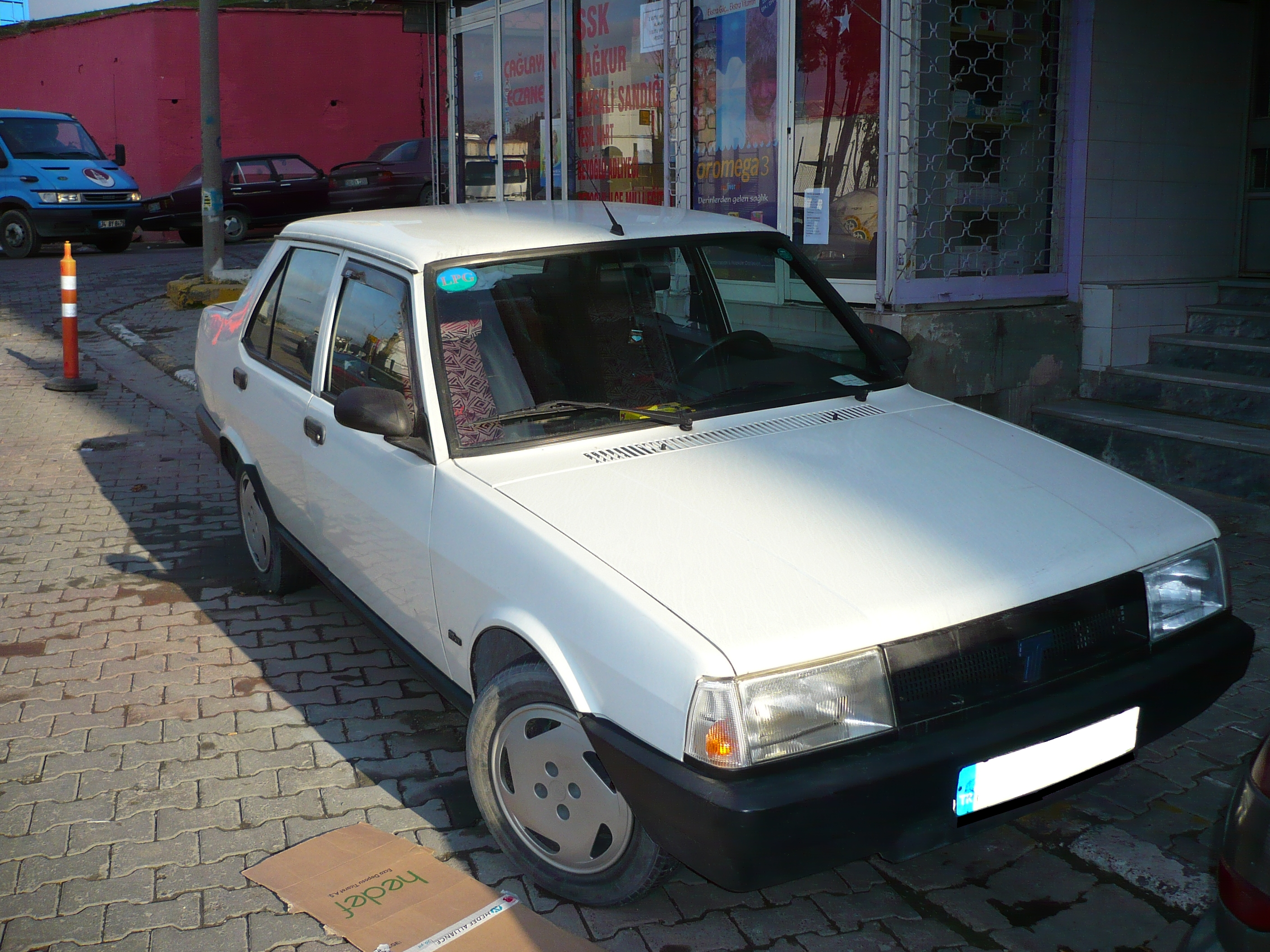
Tofaş Şahin
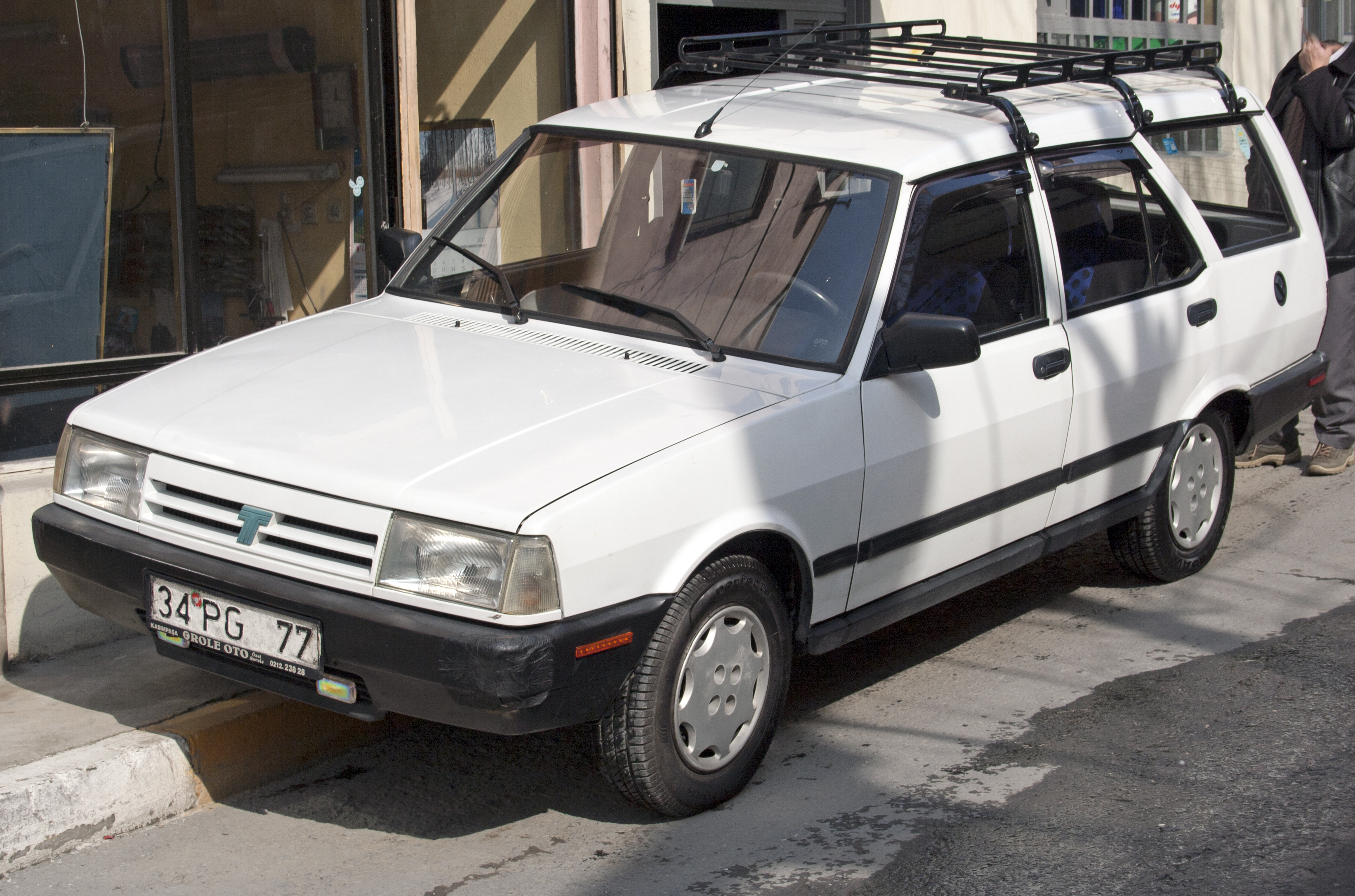
Tofaş Kartal
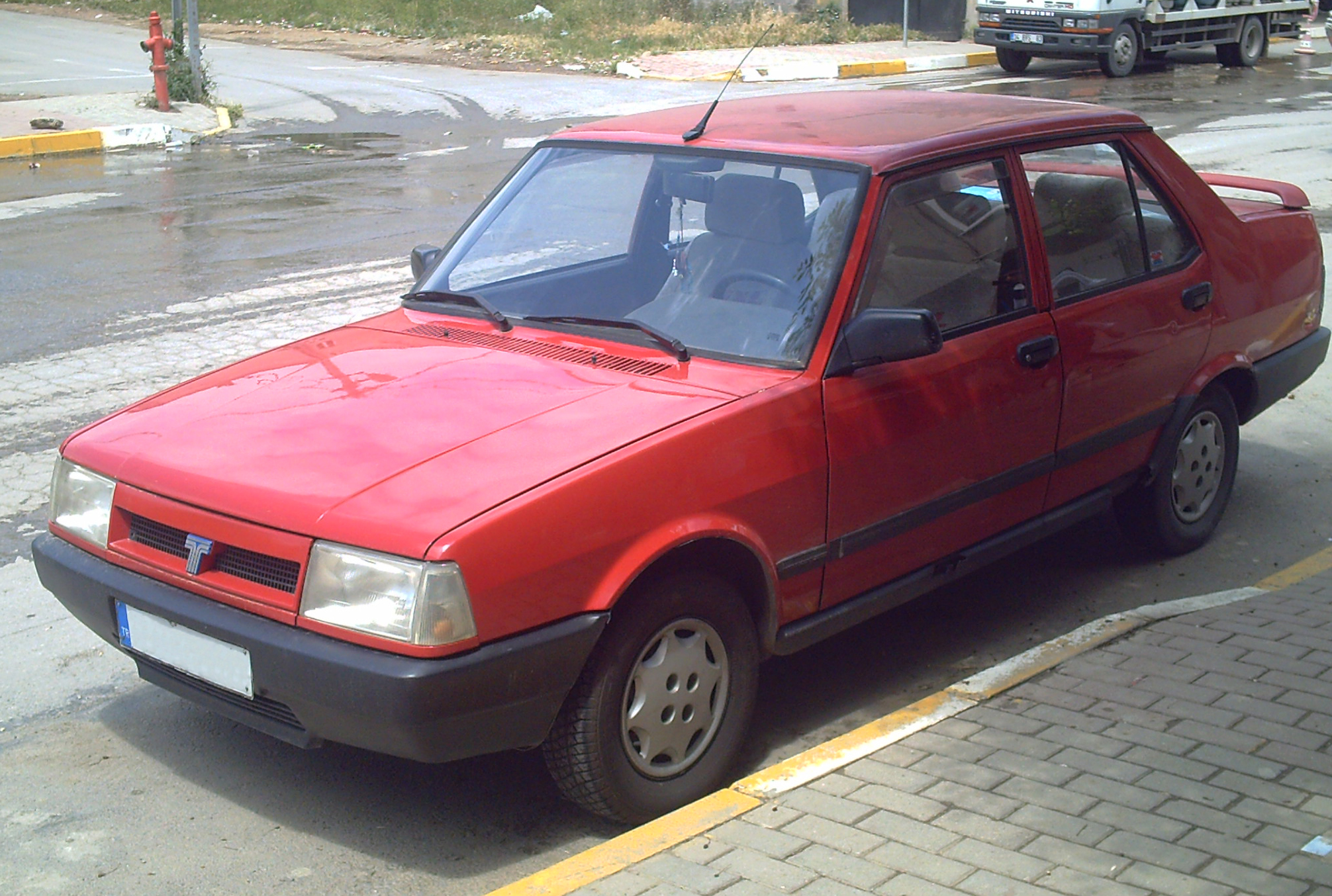
Tofaş Doğan

## Einde van het merk Tofaş
In 1990 werd begonnen met de productie van de Fiat Tempra. Na de stopzetting van de modellen op basis van de Fiat 131 in 2002 werden er geen auto's meer op de markt gebracht onder de naam Tofaş, de productie van diverse Fiat-modellen werd voortgezet. Tofaş produceert tegenwoordig voor de merken Fiat, Citroën, Peugeot, Opel, Vauxhall en Ram.

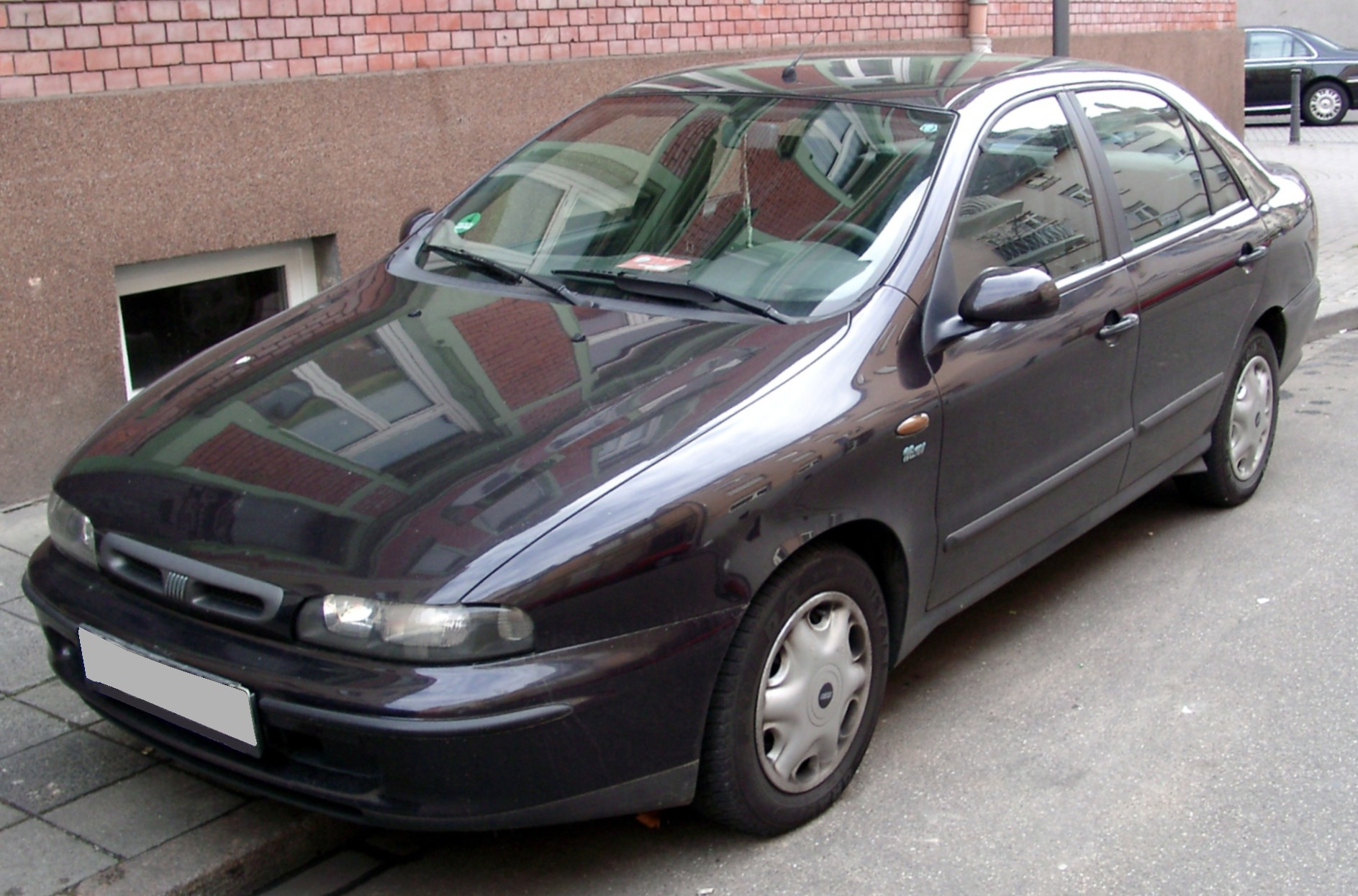
Fiat Marea
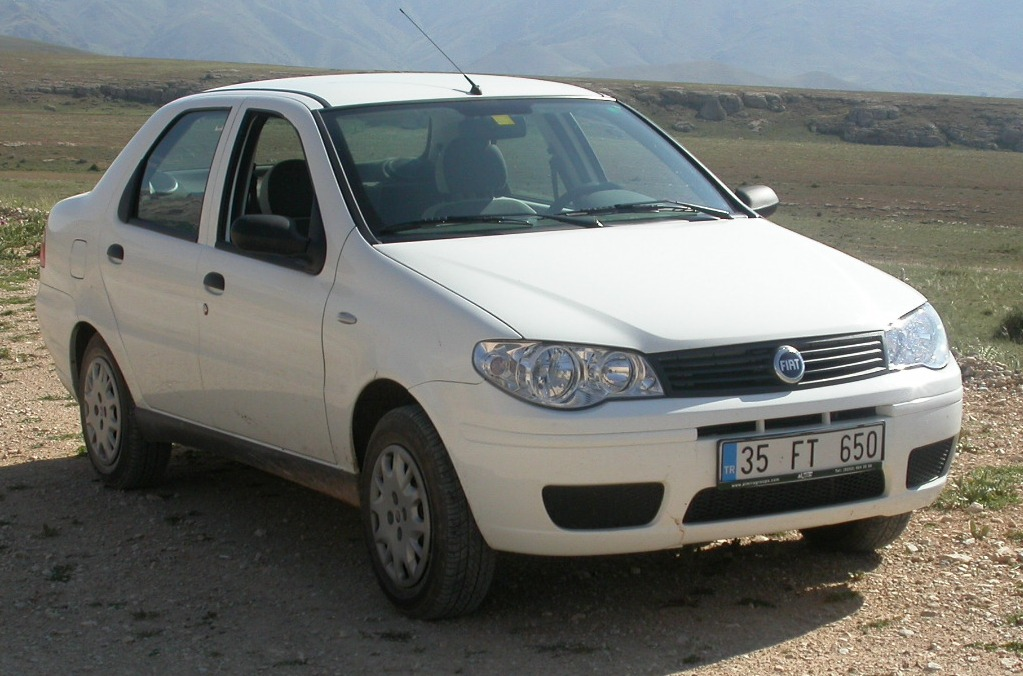
Fiat Albea
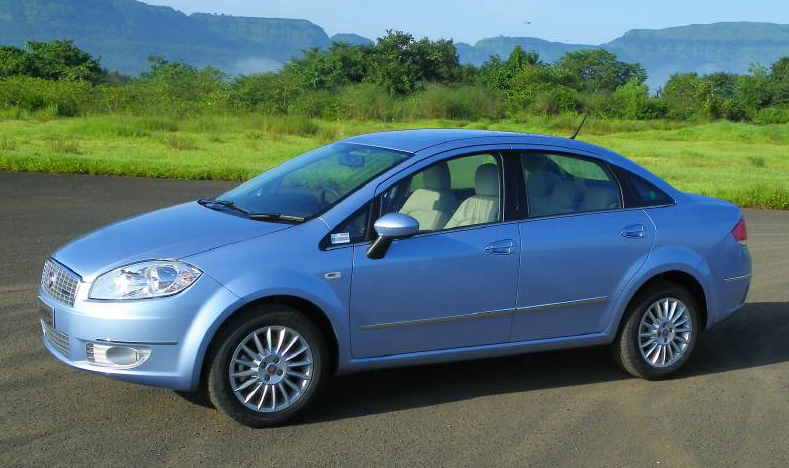
Fiat Linea
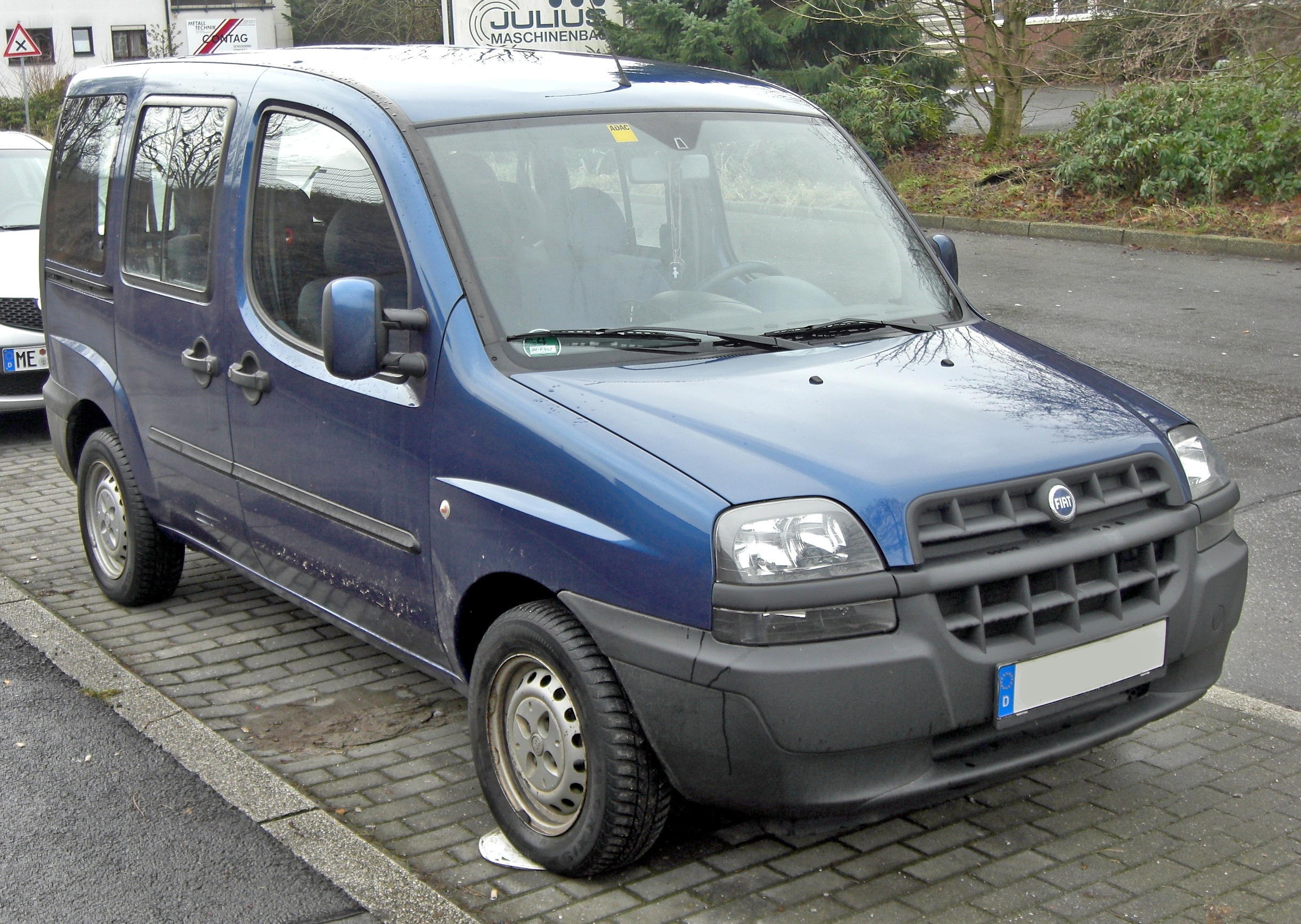
Fiat Doblò
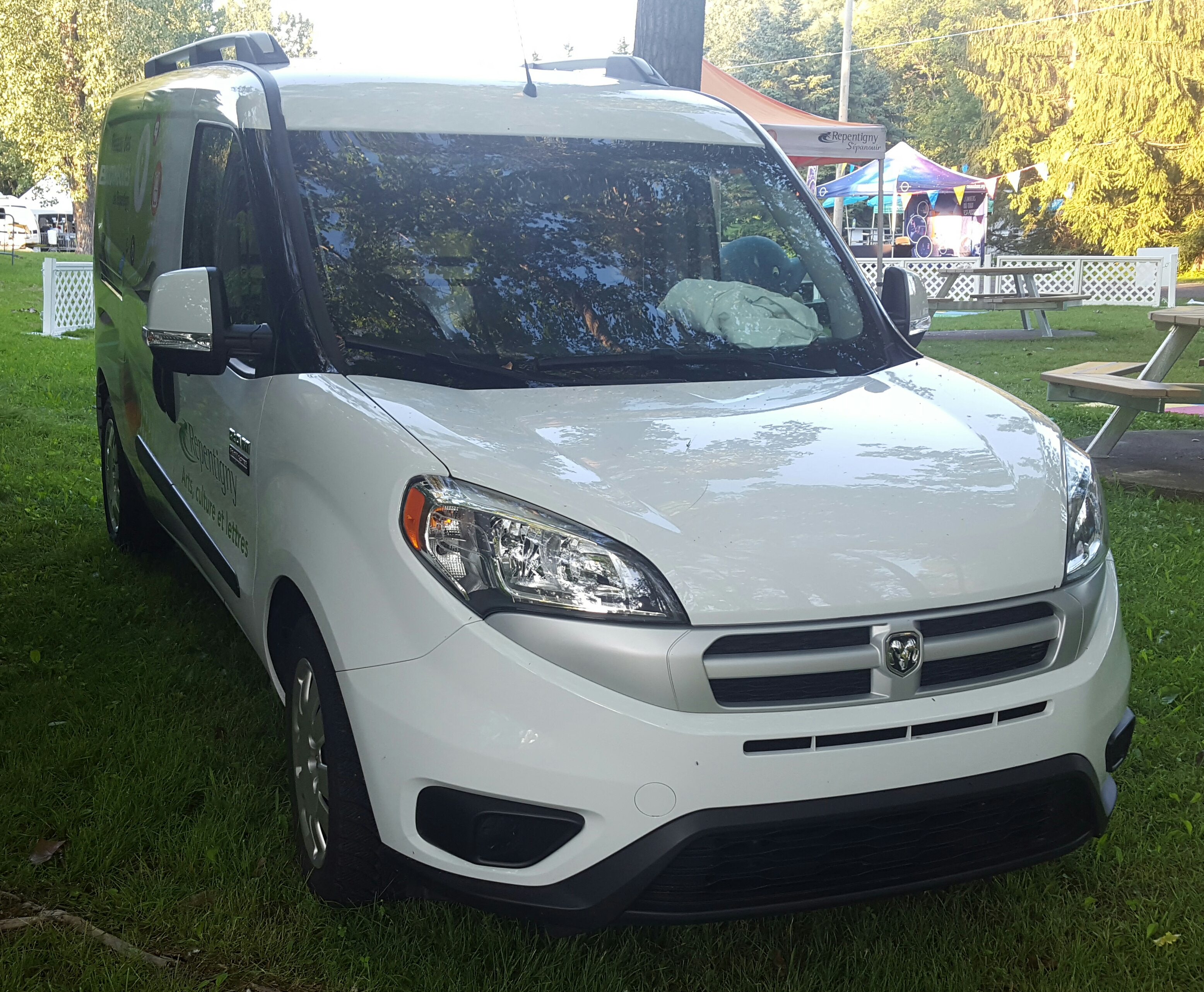
Ram ProMaster City
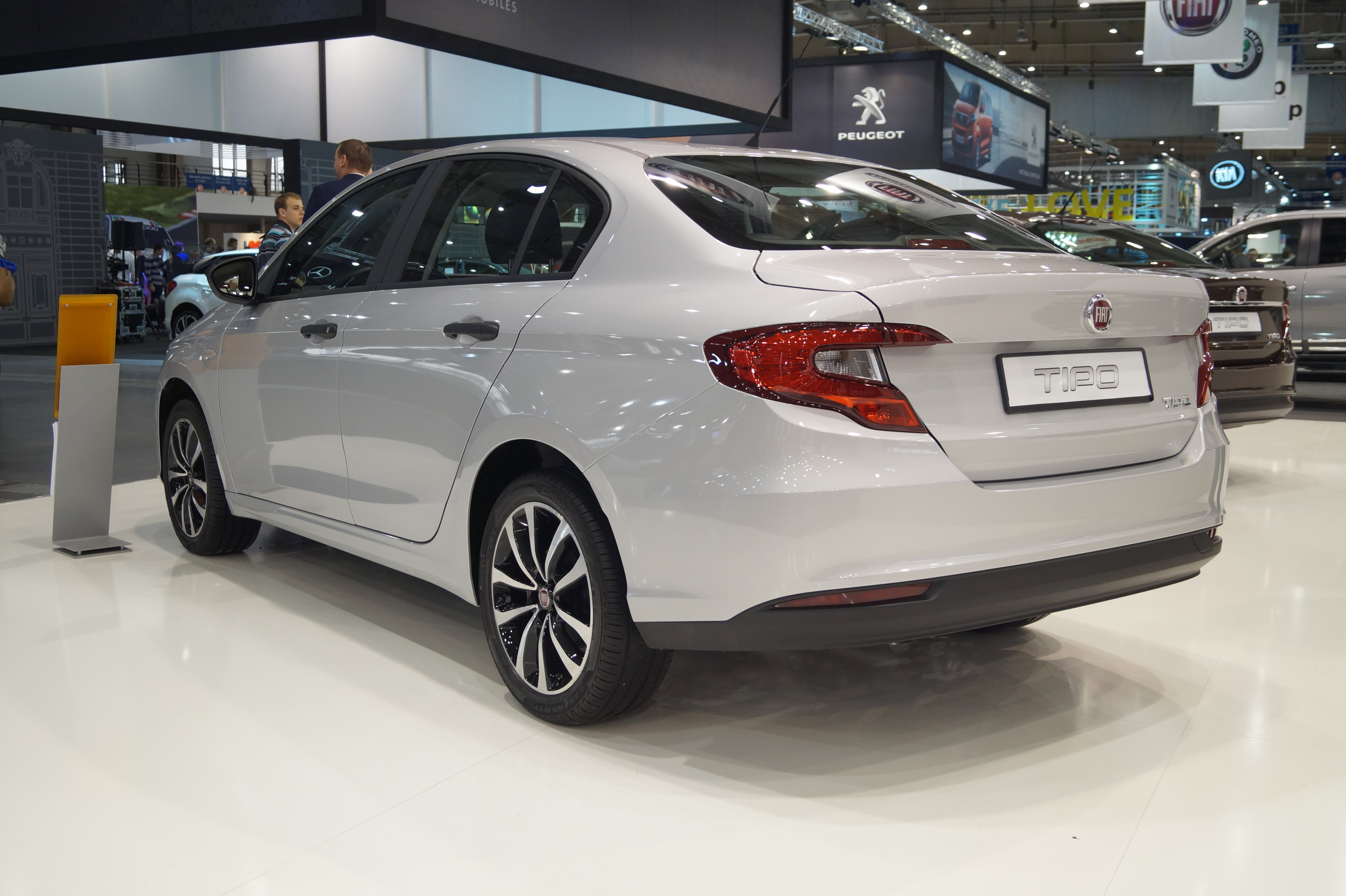
Fiat Tipo/Aegea

## Onderzoek en ontwikkeling
In 1994 richtte Tofaş een onderzoeks- en ontwikkelingscentrum op en in 2007 begon de productie van de Fiat Fiorino. Dit model wordt ook geproduceerd voor de PSA-groep en heet dan Citroën Nemo of Peugeot Bipper. Een groot deel van de productie wordt geëxporteerd.
Later volgde een nieuwe Fiat Doblò die ook als Opel en Vauxhall in de verkoop kwam. Voor General Motors was het een nieuwe generatie van de Combo. Beide ontwikkelingen werden bekroond als Van of the Year.

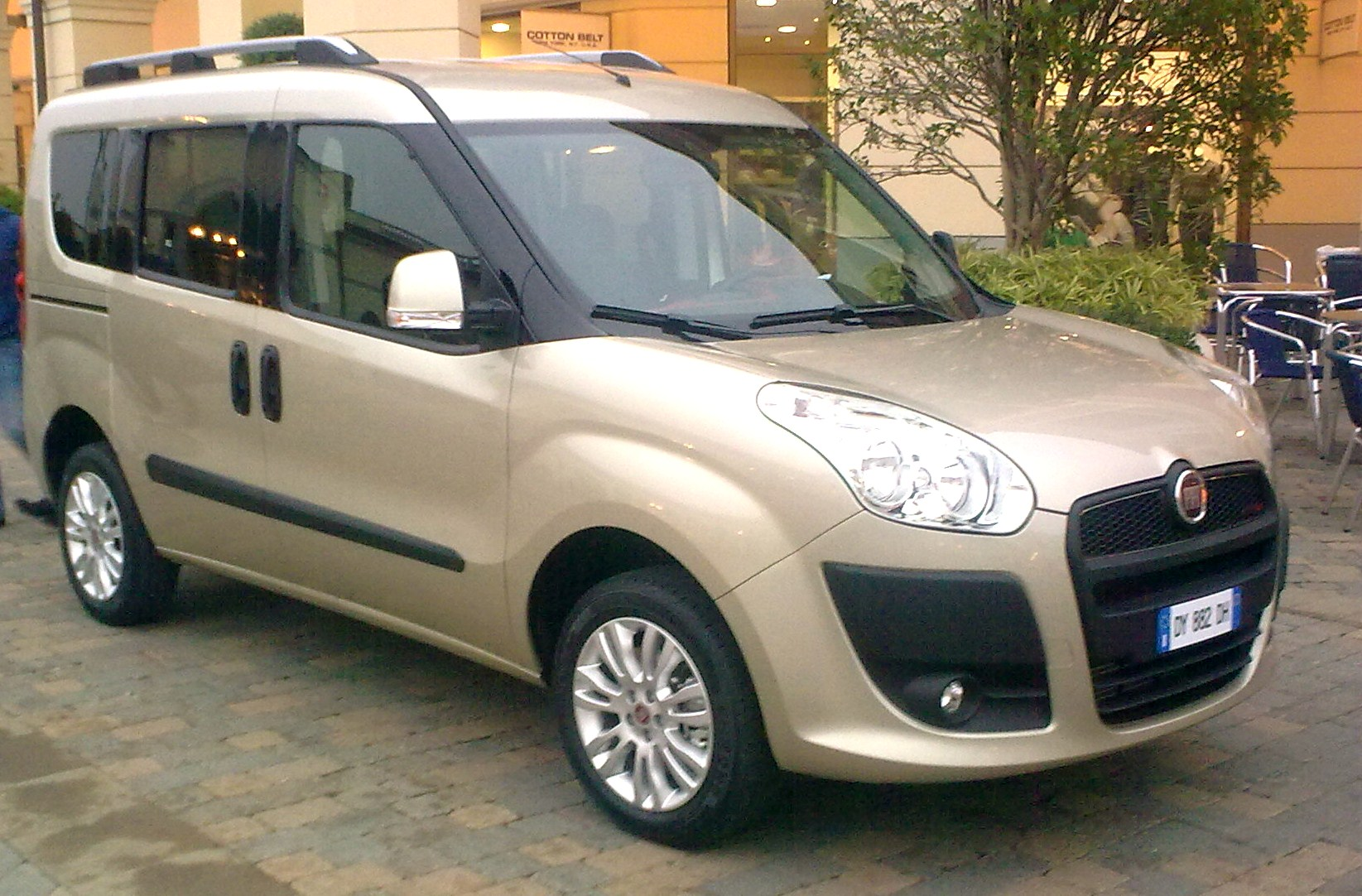
Fiat Doblò 2
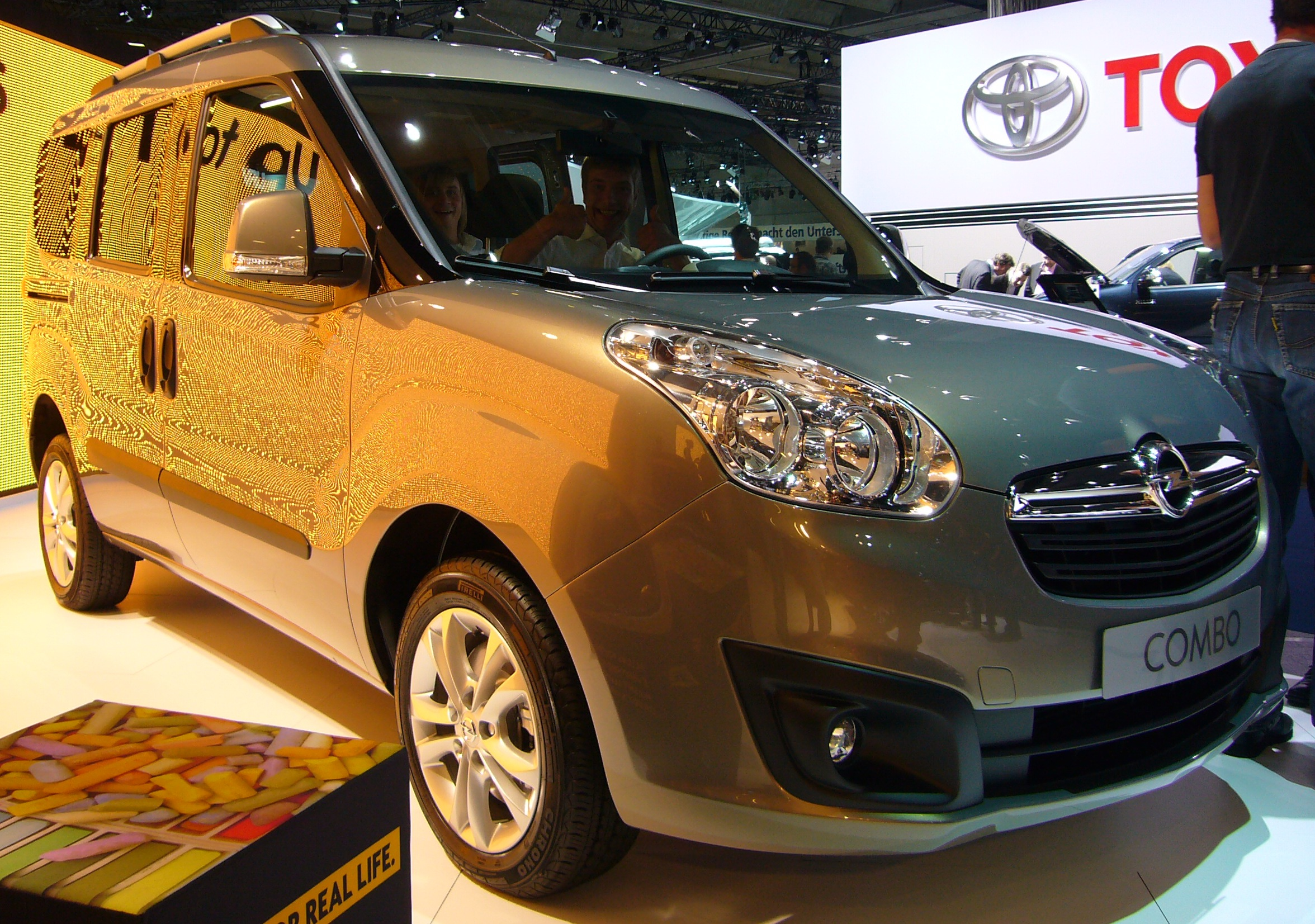
Opel Combo D
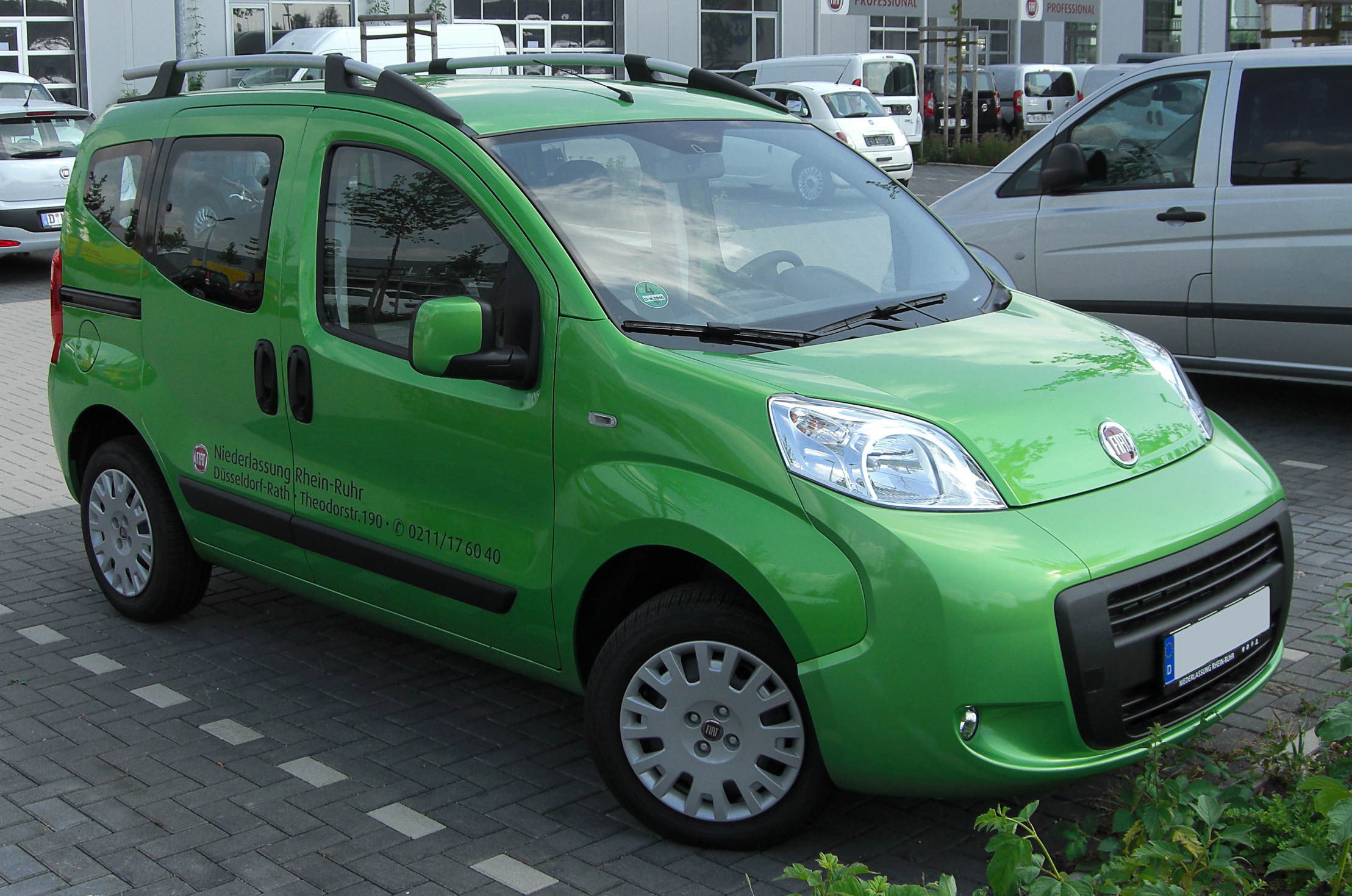
Fiat Fiorino 3
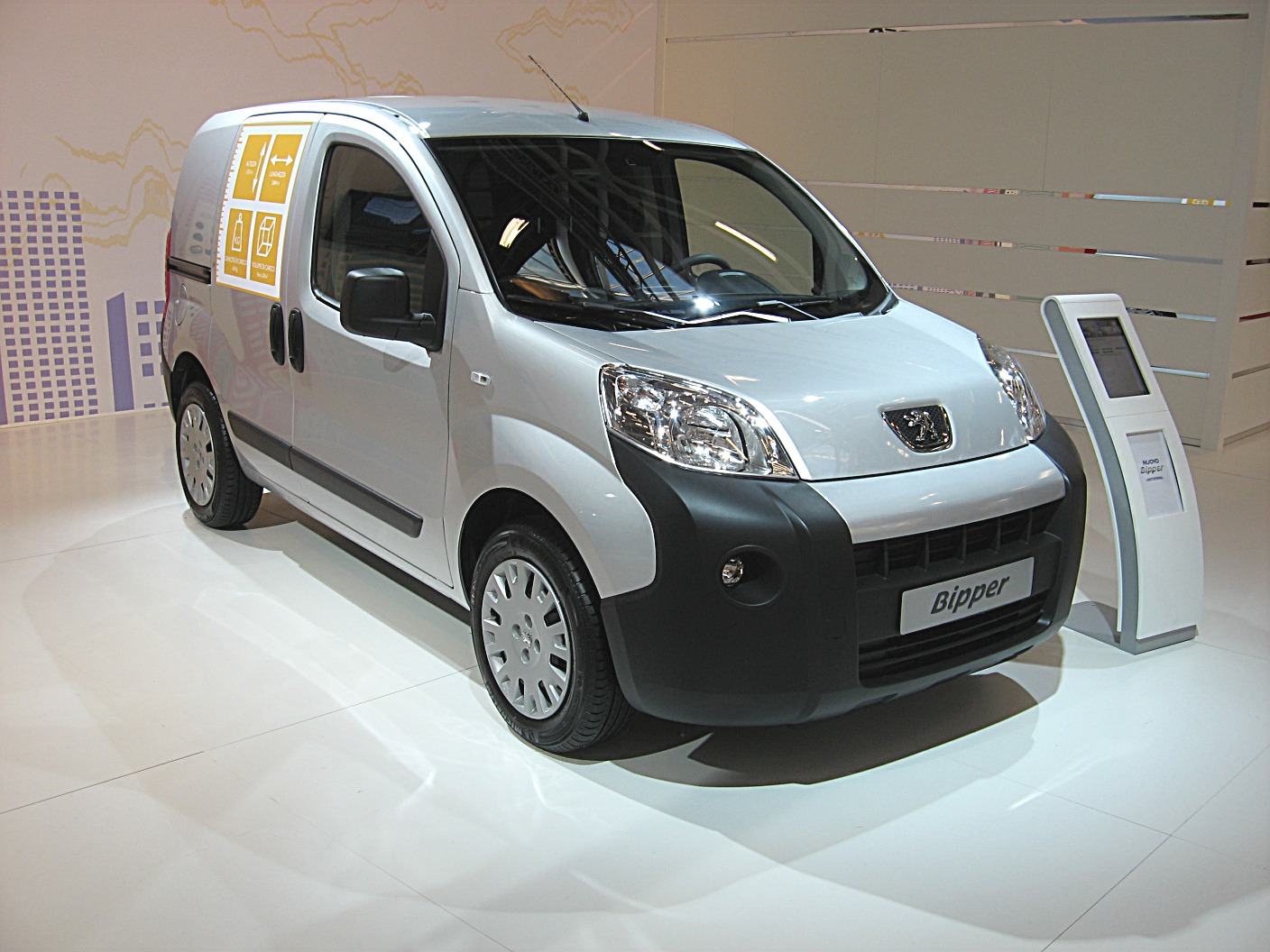
Peugeot Bipper
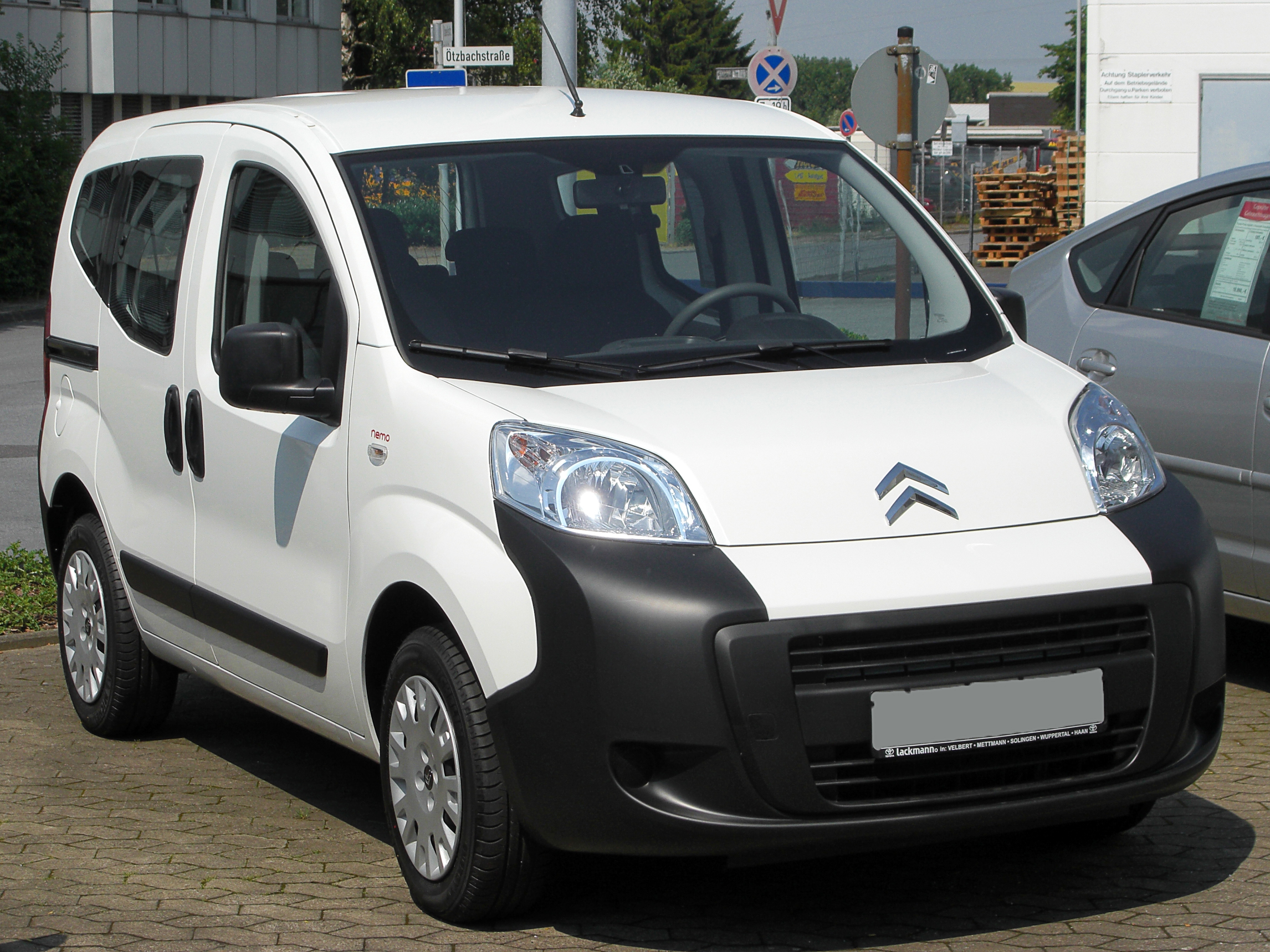
Citroën Nemo

In april 2009 rolde de driemiljoenste auto bij Tofaş van de band, een Fiat Qubo. Er werken ruim 7000 mensen en de productiecapaciteit bedraagt 400.000 auto's per jaar.

## Modellen

### In productie
Tofaş produceert momenteel de volgende Fiat-modellen:
- Doblò
- Qubo
- Fiorino
- Aegea (exportbenaming Tipo)

en de volgende modellen voor andere automerken:
- Peugeot Bipper
- Citroën Nemo
- Opel Combo
- Ram ProMaster City

### Niet meer in productie
Modellen die het bedrijf in het verleden heeft geproduceerd, zijn onder andere:
- Fiat 124 als Tofaş Murat 124 en later Tofaş Serçe
- Fiat 131 als Tofaş Murat 131, Şahin, Doğan of Kartal
- Tipo
- Tempra
- Uno
- Brava
- Linea,
- Marea
- Palio
- Siena
- Albea